# Phellinus tuberculosus
Phellin du prunier
Espèce
Phellinus tuberculosus, , le Phellin du prunier, Phellin des arbres fruitiers ou Phellin tuberculeux est une espèce de champignons agaricomycètes du genre Phellinus et de la famille des Hymenochaetaceae.
Commun sur les espèces du genre Prunus, il n'est pas particulièrement dangereux pour les arbres. Il peut cependant provoquer une pourriture assez importante sur les individus souffrant d'autres facteurs de stress.

## Synonymes
- Phellinus pomaceus (Pers.) Maire
- Phellinus fulvus (Scop.) Pat.